# Ceratoxancus melichrous
Ceratoxancus melichrous is een slakkensoort uit de familie van de Ptychatractidae. De wetenschappelijke naam van de soort is voor het eerst geldig gepubliceerd in 1997 door Kantor & Bouchet.